# Pilea salentana
Pilea salentana är en nässelväxtart som beskrevs av Ellsworth Paine Killip. Pilea salentana ingår i släktet pileor, och familjen nässelväxter. Inga underarter finns listade i Catalogue of Life.